# ライオンスペシャル '85春・ファッション!歌う国技館
『ライオンスペシャル '85春・ファッション！歌う国技館』は、フジテレビ製作の、ファッションショーを兼ねた歌謡番組である。フジテレビ系列で特別番組枠『木曜ファミリーワイド』の時間帯である1985年2月28日木曜日 20:02 - 21:48 に放送されたが、同枠に属さない独立した特別番組である。全1回。
「両国国技館竣工記念」および「両国国技館こけら落とし」として放送。人気歌手たちが国技館に集まり、歌とファッションを中心とする華麗なステージを繰り広げた。歌手たちは一流デザイナーによる最新ファッションを身にまとって登場し、それぞれ得意の歌を披露した。出演者・スタッフが共通している『夜のヒットスタジオ』のスピンオフだが、司会陣にはライバル番組『ザ・トップテン』（日本テレビ）の堺正章が加わっている。
複数社提供であった『ファミリーワイド』と異なり、本番組はライオン他ライオングループの一社提供で放送された。

## 出演者

### 司会者
- 芳村真理[2]
- 井上順[2]
- 堺正章[2]

- 小堺一機

### 出演歌手
- 中森明菜[2]
- 近藤真彦[2]
- 小柳ルミ子[2]
- 柏原芳恵[2]
- チェッカーズ[2]
- 森進一[2]
- 田原俊彦[2]
- 五木ひろし[2]
- 石川秀美[2]
- 早見優[2]
- 森昌子[2]

### 演奏
- ダン池田とニューブリード[2]

## スタッフ
- 構成：塚田茂[2]、玉井冽[3]、内海譲司[3]、スタッフ東京[3]
- 音楽：広瀬健次郎[3]
- ディレクター：井上信吾[3]、前川尚史[3]
- プロデューサー：疋田拓[3]